# مارک لدریت دو لاشاریه
مارک لدریت دو لاشاریه (انگلیسی: Marc Ladreit de Lacharrière؛ زادهٔ ۶ نوامبر ۱۹۴۰) کارآفرین، نیکوکار و سرمایه‌دار اهل فرانسه است، که بعنوان مدیرعامل شرکت فیمالاک و عضو هیئت مدیره شرکت‌های رنو و گروپ کازینو فعالیت می‌کند.